# Spathius sabronensis
Spathius sabronensis är en stekelart som beskrevs av Nixon 1943. Spathius sabronensis ingår i släktet Spathius och familjen bracksteklar. Inga underarter finns listade i Catalogue of Life.